# Keizer Otto IV
Otto van Brunswijk (Braunschweig, 1175 of 1176 - op de Harzburg, 19 mei 1218) was een van de rivaliserende rooms-koningen vanaf 1198, alsook keizer van het Heilige Roomse Rijk vanaf 1209 als Otto IV maar werd tot aftreden gedwongen in 1215.

## Levensloop

### Jonge leven
Otto was de derde zoon van de Welf Hendrik de Leeuw en diens tweede echtgenote Mathilde Plantagenet, dochter van Hendrik II van Engeland.
Hij groeide vanaf 1182 op aan het hof van zijn oom Richard Leeuwenhart en nam deel aan de oorlog tegen Frankrijk. In 1196 kreeg Otto van Richard Leeuwenhart zeggenschap over het graafschap Poitou met de daarbij behorende titel van hertog van Aquitanië.

### Troonstrijd
In de verwarde en onzekere tijd na het overlijden van keizer Hendrik VI en gesteund door een forse Welfenaanhang in het noordelijk gedeelte van het Rooms-Duitse rijk, werd Otto op 9 juni 1198 tot Duits koning verkozen en op 12 juli 1198 in Aken gekroond.
In de volgende jaren moest hij het in de Duitse troonstrijd opnemen tegen de Hohenstaufen Filips van Zwaben die door de heersers uit het zuidelijke rijksgedeelte tot opvolger was uitgeroepen, tot die in 1208 vermoord werd.
Op 4 oktober 1209 werd hij tot keizer gekroond door paus Innocentius III, maar in 1210 alweer in de ban gedaan omdat hij, in tegenstelling tot zijn belofte aan de paus, probeerde de keizerlijke macht in Italië te herstellen.
In 1211 werd de Hohenstaufen Frederik II tot tegenkoning verkozen en het volgende jaar in Mainz gekroond.
Op 27 juli 1214 werd Otto IV verslagen in de Slag bij Bouvines door Filips August van Frankrijk.
Het jaar nadien werd Frederik II algemeen erkend als koning van Duitsland en gekroond in Aken.

### Persoonlijk leven
Op 22 juli 1212 trouwde Otto met de 14-jarige Beatrix, dochter van zijn troonsrivaal, maar ze overleed al 3 weken later.

In mei 1214 trouwde hij met Maria van Brabant, dochter van hertog Hendrik I van Brabant.

Otto IV stierf kinderloos in 1218 op de Harzburg en ligt begraven in de Dom van Braunschweig.

## Voorouders
| Voorouders van Keizer Otto IV (1175/76-1218) | Voorouders van Keizer Otto IV (1175/76-1218)                       | Voorouders van Keizer Otto IV (1175/76-1218)                       | Voorouders van Keizer Otto IV (1175/76-1218)                            | Voorouders van Keizer Otto IV (1175/76-1218)                            | Voorouders van Keizer Otto IV (1175/76-1218)                             | Voorouders van Keizer Otto IV (1175/76-1218)                             | Voorouders van Keizer Otto IV (1175/76-1218)                             | Voorouders van Keizer Otto IV (1175/76-1218)                             |
| -------------------------------------------- | ------------------------------------------------------------------ | ------------------------------------------------------------------ | ----------------------------------------------------------------------- | ----------------------------------------------------------------------- | ------------------------------------------------------------------------ | ------------------------------------------------------------------------ | ------------------------------------------------------------------------ | ------------------------------------------------------------------------ |
| Overgrootouders                              | Hendrik de Zwarte (1075-1126) ∞ Wulfhilde van Saksen (1072-1126)   | Hendrik de Zwarte (1075-1126) ∞ Wulfhilde van Saksen (1072-1126)   | Keizer Lotharius III (1075-1137) ∞ Richenza van Northeim (1087/89-1141) | Keizer Lotharius III (1075-1137) ∞ Richenza van Northeim (1087/89-1141) | Godfried V van Anjou (1113-1151) ∞ Mathilde van Engeland (1102-1167)     | Godfried V van Anjou (1113-1151) ∞ Mathilde van Engeland (1102-1167)     | Willem X van Aquitanië (1099-1137) ∞ Aenor van Chatellerault (-)         | Willem X van Aquitanië (1099-1137) ∞ Aenor van Chatellerault (-)         |
| Grootouders                                  | Hendrik de Trotse (1108-1139) ∞ Gertrude van Saksen (1115-1143)    | Hendrik de Trotse (1108-1139) ∞ Gertrude van Saksen (1115-1143)    | Hendrik de Trotse (1108-1139) ∞ Gertrude van Saksen (1115-1143)         | Hendrik de Trotse (1108-1139) ∞ Gertrude van Saksen (1115-1143)         | Hendrik II van Engeland (1133-1189) ∞ Eleonora van Aquitanië (1122-1204) | Hendrik II van Engeland (1133-1189) ∞ Eleonora van Aquitanië (1122-1204) | Hendrik II van Engeland (1133-1189) ∞ Eleonora van Aquitanië (1122-1204) | Hendrik II van Engeland (1133-1189) ∞ Eleonora van Aquitanië (1122-1204) |
| Ouders                                       | Hendrik de Leeuw (1129/30-1195) ∞ Mathilde Plantagenet (1156-1189) | Hendrik de Leeuw (1129/30-1195) ∞ Mathilde Plantagenet (1156-1189) | Hendrik de Leeuw (1129/30-1195) ∞ Mathilde Plantagenet (1156-1189)      | Hendrik de Leeuw (1129/30-1195) ∞ Mathilde Plantagenet (1156-1189)      | Hendrik de Leeuw (1129/30-1195) ∞ Mathilde Plantagenet (1156-1189)       | Hendrik de Leeuw (1129/30-1195) ∞ Mathilde Plantagenet (1156-1189)       | Hendrik de Leeuw (1129/30-1195) ∞ Mathilde Plantagenet (1156-1189)       | Hendrik de Leeuw (1129/30-1195) ∞ Mathilde Plantagenet (1156-1189)       |

vet = keizer · cursief = tegenkoning · 1 = medekoning (in een deelrijk) · 2 = afkomstig uit een andere dynastie
- Bibliothèque nationale de France: cb122225660 (data)
- Catàleg d'autoritats de noms i títols de Catalunya: 981058614774306706
- Gemeinsame Normdatei: 118590774
- International Standard Name Identifier: 0000 0004 3958 9553
- Library of Congress Control Number: n92009804
- Nationale Bibliotheek van Letland: 000175861
- Nationale Bibliotheek van Tsjechië: jn20000701357
- Nationale Bibliotheek van Israël: 987007387910605171
- Nationale Bibliotheek van Polen: a0000002598189
- Nederlandse Thesaurus van Auteursnamen: 070876134
- Système universitaire de documentation: 030902827
- Virtual International Authority File: 30329150
- WorldCat: E39PBJdMfjktTByhmvXC4RPRKd